# Arebius kochii
Arebius kochii är en mångfotingart som först beskrevs av Anton Julius Stuxberg 1875.  Arebius kochii ingår i släktet Arebius och familjen stenkrypare. Inga underarter finns listade i Catalogue of Life.